# جون سيفيرين
جون سيفيرين (بالإنجليزية: John Severin)‏ هو رسام كارتون أمريكي، ولد في 26 ديسمبر 1921 في جيرسي سيتي في الولايات المتحدة، وتوفي في 12 فبراير 2012 في دنفر في الولايات المتحدة.